# Rezerwat przyrody Jezioro Piaseczno
Rezerwat przyrody Jezioro Piaseczno – krajobrazowy rezerwat przyrody położony w województwie kujawsko-pomorskim, w granicach Wdeckiego Parku Krajobrazowego. Zajmuje powierzchnię 158,99 ha (akt powołujący podawał 159,78 ha).
Obszar rezerwatu podlega ochronie czynnej.

## Położenie
Rezerwat usytuowany jest między miejscowościami Stara Rzeka, Łążek i Zazdrość, w gminie Osie. Obszarem leśnym o powierzchni 118,94 ha (ok. 75% powierzchni całego rezerwatu) zarządza Nadleśnictwo Trzebciny, w tym leśnictwo Wygoda (obręb Szarłata) – 68,45 ha oraz leśnictwo Zazdrość (obręb Sarnia Góra) – 50,49 ha.

## Historia
Rezerwat został utworzony na mocy Rozporządzenia Nr 279/01 Wojewody Kujawsko-Pomorskiego z dnia 2 października 2001 r.

## Charakterystyka
Rezerwat został utworzony w celu ochrony walorów naukowych, przyrodniczych i krajobrazowych ekosystemu jeziora Piaseczno, które jako jedno z trzech jezior w województwie kujawsko-pomorskim posiada wody zaliczane do I klasy czystości. Wody jeziora o powierzchni 40,84 ha znajdują się pod zarządem Wdeckiego Parku Krajobrazowego.
Otoczone borami jezioro jest skutecznie izolowane od wszelkich źródeł zanieczyszczeń pochodzenia antropogenicznego. W efekcie jego wody są wyjątkowo przezroczyste, a nie jest to jezioro lobeliowe. Rezerwat jest obiektem tym bardziej cennym, że na jego terenie znalazły się różne zbiorowiska roślinne – szuwarowe, torfowiskowe i leśne – bezpośrednio związane z wodami jeziora, w skład których wchodzą gatunki roślin chronionych, rzadkich i ustępujących.

## Flora
Otaczający jezioro drzewostan tworzy głównie sosna pospolita oraz nielicznie występująca brzoza brodawkowata i jarząb pospolity. Fragmenty rezerwatu pokryte są takimi typami siedliskowymi lasu, jak bór bagienny, brzezina bagienna czy łęg olszowo-jesionowy. Warstwę podszytową i podrostową stanowi między innymi jałowiec pospolity, kruszyna oraz wawrzynek wilczełyko. Runo leśne tworzą takie rośliny jak borówka brusznica, borówka czarna, śmiałek pogięty, trzcinnik i kostrzewa owcza.
Spośród zbiorowisk roślinnych na uwagę zasługują m.in.: szuwar kłociowy, zespół lilii wodnych oraz mszar z przygiełką białą.

### Gatunki chronione
Na terenie rezerwatu występują również niektóre gatunki roślin chronionych:
- bagno zwyczajne[6]
- grzybienie białe
- kłoć wiechowata
- pomocnik baldaszkowy
- rosiczka okrągłolistna
- turzyca bagienna

### Gatunki rzadkie
Można spotkać również gatunki rzadkie, takie jak:
- jeżogłówka najmniejsza
- modrzewnica zwyczajna
- przygiełka biała
- trzcinnik prosty
- żurawina drobnolistkowa

## Turystyka
Przez teren rezerwatu przebiega szlak udostępniony w celach edukacyjnych i turystycznych. Do rezerwatu prowadzą dwa szlaki turystyczne:
- czerwony „Stu z nieba”[8]
- czarny „Ścieżynka Zagłoby”[9]